# Дубо-Осокорівка
Ду́бо-Осоко́рівка — село в Україні, у Славгородській селищній територіальній громаді Синельниківського району Дніпропетровської області. Населення за переписом 2001 року становить 38 осіб. 

## Історія
7 (20) листопада 1917 року, відповідно до Третього Універсалу Української Центральної Ради, увійшло до складу Української Народної Республіки.
До 2017 року орган місцевого самоврядування - Варварівська сільська рада.
12 червня 2020 року, відповідно до розпорядження Кабінету Міністрів України № 709-р від «Про визначення адміністративних центрів та затвердження територій територіальних громад Дніпропетровської області», увійшло до складу Славгородської селищної громади.
19 липня 2020 року, в результаті адміністративно-територіальної реформи та ліквідації   Синельниківського (1923—2020) району, село увійшло до складу новоутвореного Синельниківського району.

## Географія
Село Дубо-Осокорівка знаходиться на правому березі річки Осокорівка, вище за течією на відстані 1 км розташоване село Павлівка, нижче за течією на відстані 2 км розташоване село Мар'ївське. Поруч проходить автомобільна дорога М18 (E105).

## Населення

### Мова
Розподіл населення за рідною мовою за даними перепису 2001 року:
| Мова       | Кількість | Відсоток |
| ---------- | --------- | -------- |
| українська | 35        | 92.11%   |
| російська  | 3         | 7.89%    |
| Усього     | 38        | 100%     |

## Інтернет-посилання
- Погода в селі Дубо-Осокорівка [Архівовано 20 грудня 2011 у Wayback Machine.]